# Snökrokus
Snökrokus (Crocus tommasinianus) är en växt inom krokussläktet och familjen irisväxter. Arten förekommer naturligt i sydvästra Kroatien, södra Ungern och nordvästra Bulgarien. Den odlas på många håll och sprider sig lätt ut i naturen.

## Beskrivning
Arten är en flerårig ört. Den har tjocka näringslagrande rötter som kallas knöl eller lök.
Varje krokusknöl får tre till fyra mörkt gröna och smala blad. I likhet med andra krokusar kan snökrokus förökas asexuellt, genom utskott via jordstammen. Arten kännetecknas av att knölarnas skal har fina, mestadels parallella fibrer.
I de flesta fall är de yttre kalkbladen i en mattare – ofta närmast askgrå – färg än de inre. Kalkbladen kan variera i färg, från varmt rött/rosa/purpur, till mörklila och blek silverfärg.

### Släktskap
Snökrokusen och vårkrokusen är nära släkt. Den förra blommar dock tidigare, dess blommor är slankare och kalkbladspetsarna tydligt spetsigare. Hos snökrokusen är bladen redan uppe ur marken när blommorna slår ut. De båda arterna skiljer sig också åt vad gäller blomhalsen, som hos snökrokusen är vit och hos vårkrokusen violett.

## Biotop och utbredning
Snökrokusens ursprungliga biotop är lundar och steniga sluttningar, från norra Bulgarien och de Dalmatiska bergen in i det sydliga Ungern. Arten växer även vilt i Albanien.

## Odling och varieteter
Arten odlas på många håll i Europa, Nord- och Mellanamerika, och till Sverige kom den i början av 1900-talet (över 50 år efter att vårkrokus började försäljas till svenska trädgårdsägare). Den syntes dock hos svenska blomsterförsäljare först på 1930-talet.
Växten är den krokusart som blommar först i Sverige, ofta samtidigt som vintergäck och snödroppar i mars månad. Bland trädgårdsformerna av snökrokus kan nämnas 'Albus' (vitblommande), 'Barr's Purple' (mörkt violett) och 'Whitewell Purple' (djupt rödviolett).

### Förvildning
Arten naturaliseras ibland från odlingar, inklusive i Sverige. I Sverige är den härdig i större delen av landet, och på sina håll kan förvildade bestånd bilda rena mattor i blålila. Den ses bland annat i Sverige som en invasiv art, med på senare år snabb spridning i bland annat Skåne, Öland och Gotland.
2025 har förvildade förekomster rapporterats från alla svenska län söder om Dalarnas län/Dalälven samt i Västerbottens län. Den förekommer på ruderatmarker, människobearbetade miljöer, kyrkogårdar och trädgårdar, och därifrån beräknas den även kunna sprida sig till olika typer av gräsmarker.

## Namn
Det vetenskapliga artnamnet tommasianianus kommer från den italienska botanisten Muzio Giuseppe Spirito de Tommasini (1794–1879). Arten beskrevs vetenskapligt första gången 1847.

### Synonymer
- Crocus serbicus A.Kern. ex Maw
- Crocus vernus var. tommasinianus (Herb.) Nyman

## Galleri

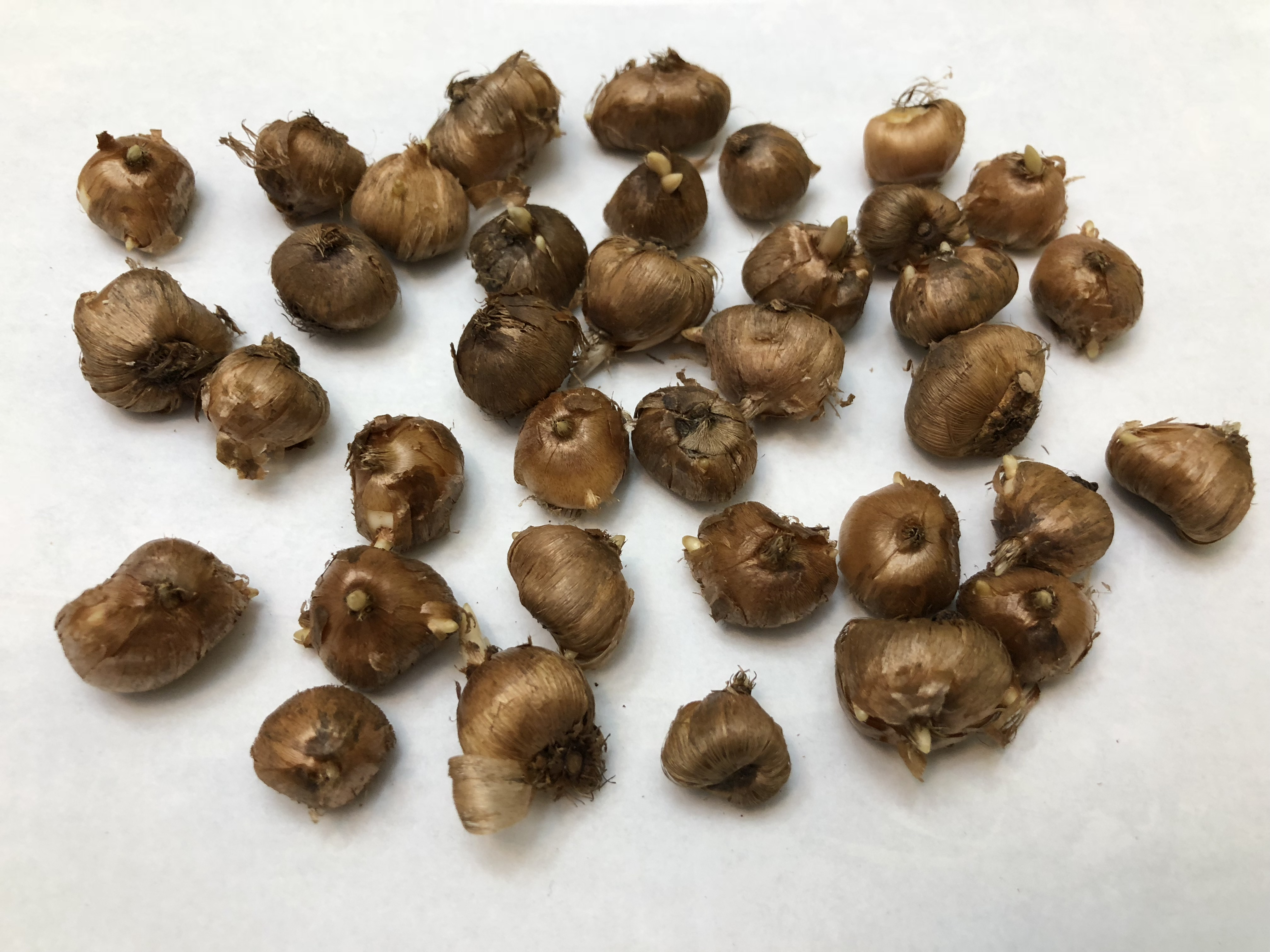
Knölar av snökrokus, färdiga för plantering.
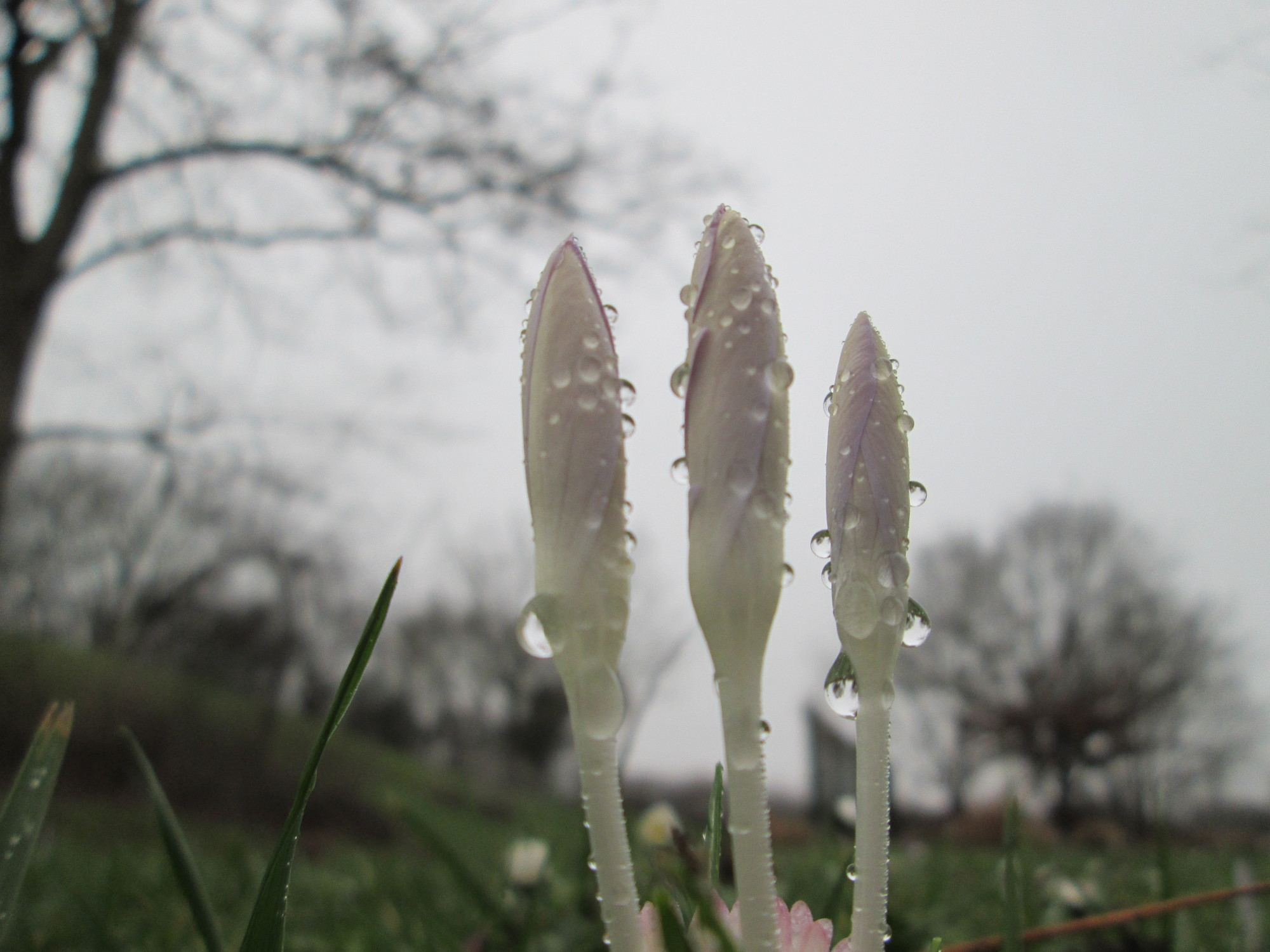
Planterad snökrokus i slutet av januari i Tyskland.
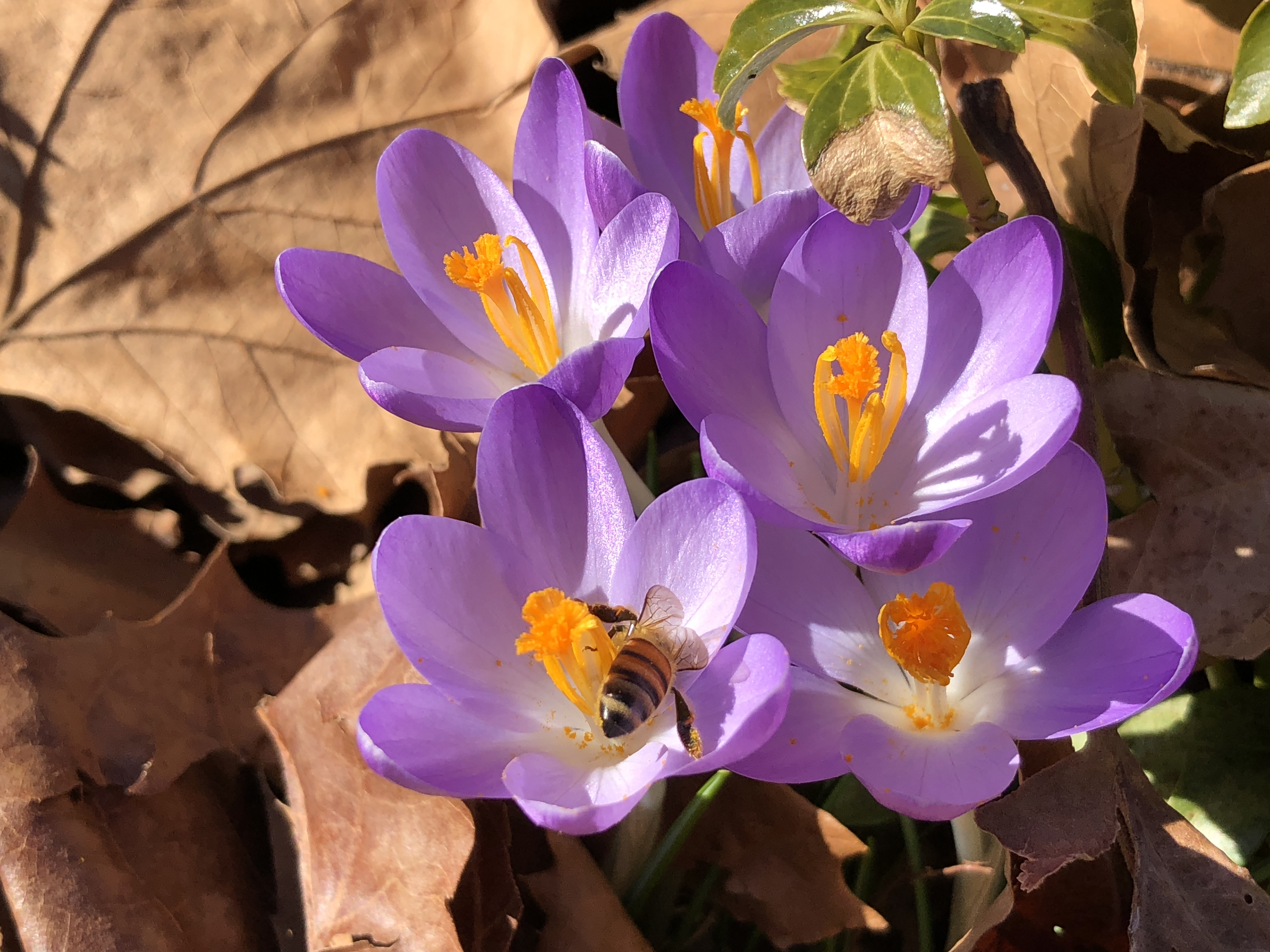
Krokus tidigt i mars, i New Jersey, pollinerade av ett bi.
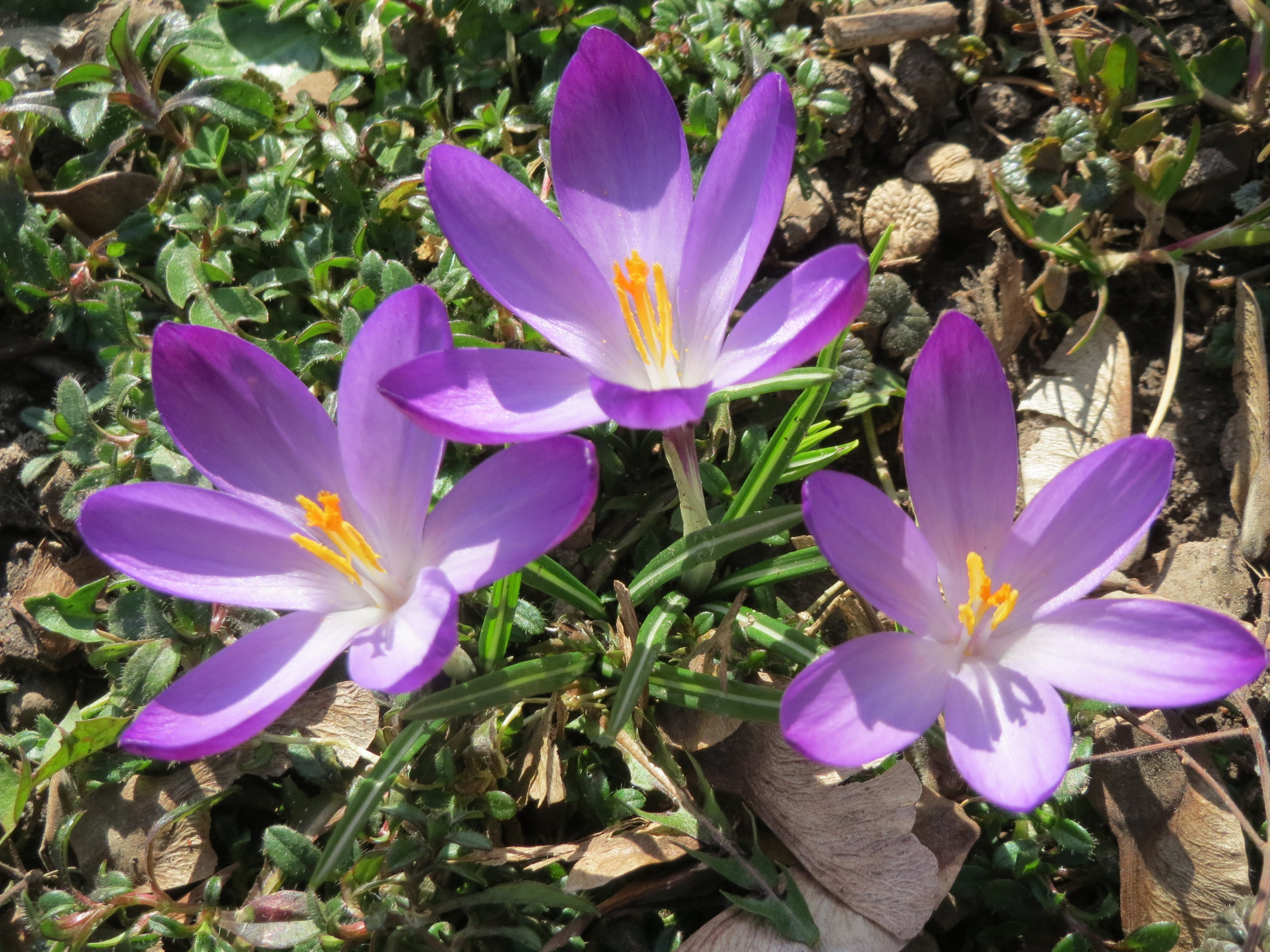
Utslagna blommor i mars, i Tyskland.